# Arrondissements de Vienne
 (septembre 2020).
Si vous disposez d'ouvrages ou d'articles de référence ou si vous connaissez des sites web de qualité traitant du thème abordé ici, merci de compléter l'article en donnant les références utiles à sa vérifiabilité et en les liant à la section « Notes et références ».
Cet article concerne les divisions de la capitale autrichienne. Pour la division administrative française, voir Arrondissement de Vienne.
Vienne se divise politiquement en 23 arrondissements (Bezirke). Les Viennois les désignent soit par leur nom soit par leur numéro (« 17e arrondissement », « le 17e » ou « Hernals »). Ces numéros sont inscrits sur tous les panneaux indicatifs des noms de rues (par exemple « 17., Pezzlgasse ») et forment le deuxième et le troisième chiffre du code postal (« 1010 » correspond donc au premier arrondissement, « 1220 » au 22e, quelques exceptions concernent le 23e). En langage familier, il est possible d'utiliser le mot Hieb (« coup ») au lieu de Bezirk (« arrondissement »).

## Historique
La ville historique de Vienne n'était constituée que de l'actuelle Innere Stadt. Le peuplement des abords des remparts de la ville commença au XVe siècle. Les communes situées entre les remparts et la Linienwall (érigée en 1707 à l'endroit de l'actuel Gürtel) étaient appelées « faubourgs ». Afin de simplifier l'administration, il fut décidé en 1849 d'intégrer ces localités à la commune de Vienne, ce qui fut fait dès 1850. Désormais, la ville était divisée en 8 arrondissements, puis plus tard, après un redécoupage, en 10 arrondissements.
À l'extérieur de la Linienwall se trouvait la banlieue, qui n'était pas assujettie au même montant d'imposition. La vie y était bien moins chère. La banlieue fut à son tour intégrée à la ville de Vienne en 1892, donnant naissance aux arrondissements 11 à 19. En 1900, le 20e arrondissement fut créé à partir d'une frange du 2e arrondissement. En 1904, sur la rive orientale du Danube, la grande commune de Floridsdorf forma le 21e arrondissement de Vienne.

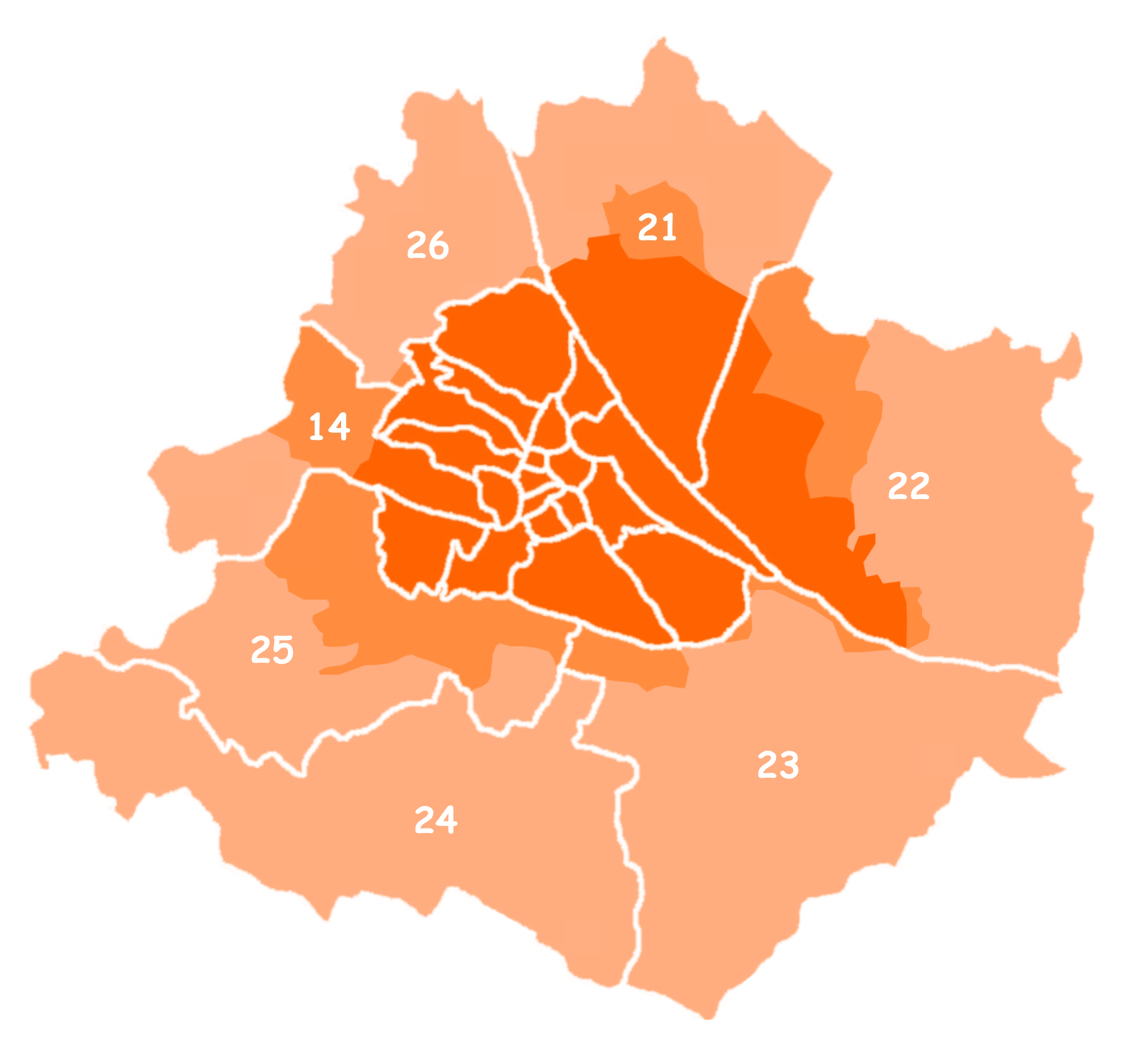
Carte du Groß-Wien (anciennes frontières en orange foncé, nouvelles frontières en orange clair, frontières actuelles en orange intermédiaire)

À la suite de l'Anschluss de 1938, 97 localités de Basse-Autriche furent intégrées le 1er octobre 1938 à la ville par décision du maire de Vienne Hermann Neubacher. Jusqu'à la capitulation allemande en 1945, Vienne était considérée comme « la plus grande ville d'Allemagne » par sa superficie, et fut qualifiée de « Groß-Wien » jusqu'en 1954 : jusqu'à cette date, 26 arrondissements appartenaient à la ville :
- 14e arrondissement : Penzing
- 22e arrondissement : Groß-Enzersdorf,
- 23e arrondissement : Schwechat,
- 24e arrondissement : Mödling,
- 25e arrondissement : Liesing,
- 26e arrondissement : Klosterneuburg.

Les localités de Breitenfurt, Laab im Walde, Perchtoldsdorf, Vösendorf et Hennersdorf ne demeurèrent pas dans l'arrondissement de Mödling mais furent intégrés à l'arrondissement de Liesing. Ces nouveaux arrondissements étaient qualifiés d'arrondissement ruraux.
À la fin de la Seconde Guerre mondiale, la ville fut occupée par les vainqueurs et découpée sur la base des arrondissements de 1937 en quatre secteurs d'occupation (comme à Berlin). Une tentative de revenir à la situation précédente échoua devant la résistance des autorités soviétiques. De cette époque remonte l'origine du fait que les électeurs de ces arrondissements votaient pour des représentants au parlement de Basse-Autriche, qui ne disposaient toutefois d'aucun droit de vote. Inversement, les communes extérieures étaient administrées par les autorités de Vienne mais n'étaient pas elles-mêmes représentées à la commune de Vienne.
Il fallut attendre 1954 pour que les autorités soviétiques acceptent le retour à la situation antérieure à l'Anschluss. À cette époque toutefois, les habitants s'étaient déjà habitués à leur appartenance à la ville de Vienne. La commune de Vienne elle-même souhaitait les garder en son sein. Des referendums non officiels furent même organisés dans les villes de Mödling et Klosterneuburg, sans qu'ils n'aient d'impact sur les décisions déjà prises en 1945. Une partie seulement du 22e arrondissement (aujourd'hui Donaustadt) et du 25e arrondissement (l'actuel 23e arrondissement) et un bon nombre de communes à la limite de la ville demeurèrent au sein de Vienne. 46 communes furent rendues à la Basse Autriche, et Vienne perdit ainsi deux tiers de sa superficie.
Les conséquences ne sont de nos jours perceptibles que pour ce qui concerne par exemple l'approvisionnement en électricité et en gaz. Ainsi, l'électricité est fournie en majorité par Wien-Energie implantée à Vienne et non par EVN.

## Aujourd'hui

Carte des 23 arrondissements de Vienne

La ville s'est formée au fil des siècles au travers d'annexions constantes d'anciens faubourgs et banlieues qui ont donné leur nom aux différents arrondissements. Cette multitude d'anciennes communes, aujourd'hui partie intégrante de la ville de Vienne, explique la persistance de différences tant architecturales que dans les mentalités des différents quartiers ou Grätzl.
Les arrondissements 1 à 9 et le 20e sont considérés comme arrondissements intérieurs (également qualifiés de situés à l'intérieur du Gürtel, quoique cela ne soit pas vrai pour le 2e, le 20e et une partie du 3e), tous les autres sont qualifiés d’arrondissements extérieurs.
Quoique le premier arrondissement compte le moins d'habitants, il est le plus important du point de vue de la population active avec 100 745 actifs. Ce chiffre est toutefois en stagnation, 1 000 emplois ayant disparu depuis 1991. La raison principale de cette forte concentration des emplois est certes le tourisme qui fait vivre les rues et ruelles commerçantes, mais également la facilité d'accès du centre-ville qui permet d'attirer de nombreuses entreprises. Donaustadt, le 22e arrondissement, est le plus grand par sa superficie, avec 10 234 hectares pour 136 444 habitants. Deuxième arrondissement par sa population, il est également le moins densément peuplé après le 13e arrondissement à l'ouest de la ville, Hietzing, avec 1 315 personnes / km². Le plus petit arrondissement est le 8e, Josefstadt, avec seulement 1,08 km2 mais 22 057 habitants, soit la deuxième plus forte densité de la ville. La plus forte densité se trouve dans le 5e arrondissement, Margareten, où sur 2 km2 vivent 49 111 personnes (24 191 habitants / km²).
Le premier arrondissement est délimité par le Ring.

### Aperçu des arrondissements
| No           | Arrondissement       | Armoiries    | Quartiers | Intégration  | Superficie (en ha) | Population (2001) | Densité (par km²) | Population active (2001) |
| ------------ | -------------------- | ------------ | --- | ------------ | ------------------ | ----------------- | ----------------- | ------------------------ |
| 1.           | Innere Stadt         |              | - | -            | 288                | 17 056            | 5 922             | 100 745                  |
| 2.           | Leopoldstadt         |              | - Jägerzeile - Leopoldstadt - Zwischenbrücken | 1850         | 1 927              | 90 914            | 4 718             | 47 316                   |
| 3.           | Landstraße           |              | - Landstraße - Erdberg - Weißgerber | 1850         | 742                | 81 281            | 10 954            | 67 812                   |
| 4.           | Wieden               |              | - Hungelbrunn - Schaumburgergrund - Wieden | 1850         | 180                | 28 354            | 15 752            | 24 971                   |
| 5.           | Margareten           |              | - Hundsturm - Laurenzergrund - Margareten - Matzleinsdorf - Nikolsdorf - Reinprechtsdorf                                                         | 1850         | 203                | 49 111            | 24 192            | 14 964                   |
| 6.           | Mariahilf            |              | - Gumpendorf - Laimgrube - Magdalenengrund - Mariahilf - Windmühle                                                                               | 1850         | 148                | 27 867            | 18 829            | 21 906                   |
| 7.           | Neubau               |              | - Altlerchenfeld - Neubau - Sankt Ulrich - Schottenfeld - Spittelberg                                                                            | 1850         | 161                | 28 292            | 17 573            | 25 743                   |
| 8.           | Josefstadt           |              | - Alsergrund - Altlerchenfeld - Breitenfeld - Josefstadt - Strozzigrund                                                                          | 1850         | 108                | 22 057            | 20 423            | 14 135                   |
| 9.           | Alsergrund           |              | - Alservorstadt - Althangrund - Himmelpfortgrund - Lichtental - Michelbeuern - Roßau - Thurygrund                                                | 1850         | 299                | 37 108            | 12 411            | 54 948                   |
| 10.          | Favoriten            |              | - Favoriten - Inzersdorf-Stadt - Oberlaa - Rothneusiedl - Unterlaa                                                                               | 1850 - 1938  | 3 180              | 147 636           | 4 643             | 56 849                   |
| 11.          | Simmering            |              | - Albern - Kaiserebersdorf - Simmering | 1892 - 1938  | 2 323              | 76 899            | 3 310             | 30 798                   |
| 12.          | Meidling             |              | - Altmannsdorf - Gaudenzdorf - Hetzendorf - Obermeidling - Untermeidling                                                                         | 1892         | 821                | 78 268            | 9 533             | 30 157                   |
| 13.          | Hietzing             |              | - Alt-Hietzing - Hacking - Lainz - Ober Sankt Veit - Unter Sankt Veit - Speising                                                                 | 1892         | 3 770              | 49 574            | 1 315             | 23 743                   |
| 14.          | Penzing              |              | - Baumgarten - Breitensee - Hadersdorf-Weidlingau - Hütteldorf - Penzing                                                                         | 1892 - 1938  | 3 396              | 78 169            | 2 302             | 25 960                   |
| 15.          | Rudolfsheim-Fünfhaus |              | - Rudolfsheim - Fünfhaus - Sechshaus | 1892         | 392                | 64 895            | 16 555            | 28 219                   |
| 16.          | Ottakring            |              | - Neulerchenfeld - Ottakring | 1892         | 867                | 86 129            | 9 934             | 25 757                   |
| 17.          | Hernals              |              | - Hernals - Dornbach - Neuwaldegg | 1892         | 1 135              | 47 610            | 4 195             | 14 477                   |
| 18.          | Währing              |              | - Gersthof - Pötzleinsdorf - Währing - Weinhaus                                                                                                  | 1892         | 628                | 44 992            | 7 164             | 13 972                   |
| 19.          | Döbling              |              | - Grinzing - Heiligenstadt - Josefsdorf - Kahlenbergerdorf - Neustift am Walde - Nußdorf - Oberdöbling - Salmannsdorf - Sievering - Unterdöbling | 1892         | 2 490              | 66 487            | 2 669             | 26 665                   |
| 20.          | Brigittenau          |              | - Brigittenau - Zwischenbrücken | 1892 - 1900  | 568                | 76 268            | 13 427            | 21 729                   |
| 21.          | Floridsdorf          |              | - Donaufeld - Floridsdorf - Großjedlersdorf - Jedlesee - Leopoldau - Neujedlersdorf - Stammersdorf - Strebersdorf                                | 1904 - 1938  | 4 446              | 128 228           | 2 884             | 48 062                   |
| 22.          | Donaustadt           |              | - Aspern - Breitenlee - Eßling - Hirschstetten - Kagran - Kaisermühlen - Lobau - Stadlau - Süßenbrunn                                            | 1904 - 1938  | 10 234             | 136 444           | 1 333             | 44 420                   |
| 23.          | Liesing              |              | - Atzgersdorf - Erlaa - Inzersdorf - Kalksburg - Liesing - Mauer - Rodaun - Siebenhirten                                                         | 1938         | 3 200              | 84 718            | 2 647             | 55 759                   |
| Total Vienne | Total Vienne         | Total Vienne | Total Vienne | Total Vienne | 41 490             | 1 550 123         | 3 736             | 821 458                  |

## Politique
Le président d'arrondissement est le Bezirksvorsteher. Lui et son suppléant sont toujours élus par le parti qui a remporté le plus de suffrages lors des élections d'arrondissements. Le deuxième vice-président appartient généralement au parti arrivé en deuxième position.
En 2002, le droit électoral pour les arrondissements fut modifié, permettant aux citoyens non originaires de l'Union européenne de voter à condition que leur lieu de résidence se trouve en Autriche depuis au moins 5 ans. Cette loi fut toutefois abrogée en 2004 par la cour constitutionnelle à la suite d'une plainte du FPÖ et de l'ÖVP. Le droit de vote pour les étrangers communautaires demeure, comme pour tous les scrutins locaux européens.